# Robyn Blackwood
Pour les articles homonymes, voir Blackwood.
Robyn Blackwood, née le 22 avril 1958 à Hamilton, est une joueuse professionnelle de squash représentant la Nouvelle-Zélande. Elle atteint, en janvier 1984 la neuvième place mondiale sur le circuit international, son meilleur classement
Elle est championne de Nouvelle-Zélande en 1982 et en 2013, elle est intronisée au New Zealand Squash Hall of Fame.

## Biographie
Sœur de Craig Blackwood, également joueur de squash, elle connaît une carrière junior exceptionnelle, dont le point culminant est le titre junior néo-zélandais en 1975. Elle représente la Nouvelle-Zélande au niveau senior de 1979 à 1985. Ses grandes années sont 1982 et 1983. En 1982, elle est nommée Personnalité de squash néo-zélandaise de l'année et remporte le titre national en battant Susan Devoy en finale. L'année suivante, elle remporte l'Open de Nouvelle-Zélande. Sa technique sonore et son style épuré l'ont aidée à survivre à certaines rencontres éprouvantes. Robyn Blackwood est la première joueuse à porter le drapeau néo-zélandais  à l'étranger en tant que professionnelle. Elle prend sa retraite en 1985 après avoir aidé la Nouvelle-Zélande à accéder à une finale de championnats du monde par équipes et en 1986, elle épouse Bruce Brownlee, également joueur de squash de haut niveau.

## Palmarès

### Titres
- Scottish Open : 1983
- Championnats de Nouvelle-Zélande : 1982

### Finales
- Championnats du monde par équipes : 1985